# فرانک هارتمن (بازیکن فوتبال، زاده اوت ۱۹۶۰)
فرانک هارتمن (انگلیسی: Frank Hartmann؛ زادهٔ ۱۷ اوت ۱۹۶۰) بازیکن فوتبال اهل آلمان است.
از باشگاه‌هایی که در آن بازی کرده‌است می‌توان به باشگاه فوتبال بایرن مونیخ، باشگاه فوتبال اسنابروک، و باشگاه فوتبال هانوفر ۹۶ اشاره کرد.